# Secaci, Arad
Secaci este un sat în comuna Beliu din județul Arad, Crișana, România.